# Vela nos Jogos Olímpicos de Verão de 1920 - 12 Metre
As provas da classe 12 Metre da vela nos Jogos Olímpicos de Verão de 1920 ocorreram entre 7 e 9 de julho daquele ano em Oostende, cidade costeira da Bélgica. Quatro corridas foram programadas em cada uma das disputas, tanto a que seguia a regra de 1907 como a de 1919. No total, 18 velejadores, em 2 barcos, de 1 nação, foram inscritos.

## Calendário
| ● | Competições desportivas | ● | Finais |

| Data                      | Julho | Julho | Julho | Julho  |
| Data                      | 7 Qua | 8 Qui | 9 Sex | 10 Sáb |
| ------------------------- | ----- | ----- | ----- | ------ |
| 12 Metre                  | ●     | ●     | ●     | ●      |
| Total de medalhas de ouro |       |       |       | 1      |

## Configuração do curso
O seguinte percurso foi usado durante as regatas olímpicas de 12 Metre de 1920 em todas as duas corridas:

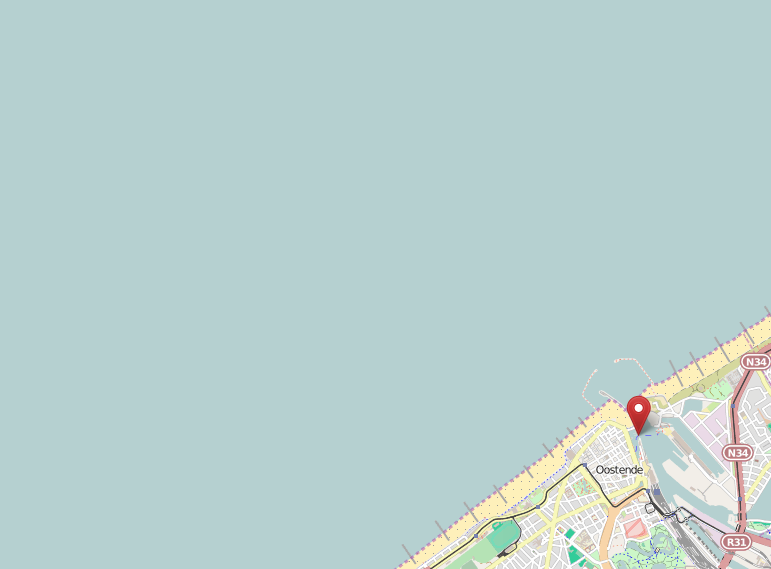
Área do curso

## Medalhistas
Na competição que seguia a Regra de 1907, a equipe norueguesa formada por Henrik Østervold, Halvor Birkeland, Rasmus Birkeland, Lauritz Christiansen, Hans Næss, Halvor Møgster, Jan Østervold, Kristian Østervold e Ole Østervold foi a única inscrita e conquistou a medalha de ouro.
|  | NOR Noruega |  |        |  |        |
|  | Henrik Østervold Halvor Birkeland Rasmus Birkeland Lauritz Christiansen Hans Næss Halvor Møgster Jan Østervold Kristian Østervold Ole Østervold |  | nenhum |  | nenhum |

Na Regra de 1919, os também noruegueses Johan Friele, Arthur Allers, Martin Borthen, Kaspar Hassel, Erik Ørvig, Olaf Ørvig, Thor Ørvig, Egill Reimers e Christen Wiese largaram a corrida e consagraram-se campeões.
|  | NOR Noruega |  |        |  |        |
|  | Johan Friele Arthur Allers Martin Borthen Kaspar Hassel Erik Ørvig Olaf Ørvig Thor Ørvig Egill Reimers Christen Wiese |  | nenhum |  | nenhum |

## Resultados
Estes foram os resultados da competição:

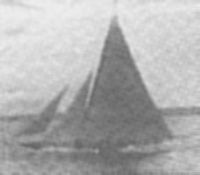
Os tripulantes campeões da classe 12 Metre segundo a Regra de 1907 estiveram a bordo do Atlanta.

### Regra de 1907
| Pos.            | Embarcação        | Tripulação | 1ª regata | 1ª regata | 2ª regata | 2ª regata | Total |
| Pos.            | Embarcação        | Tripulação | Pos.      | Pontos    | Pos.      | Pontos    | Total |
| --------------- | ----------------- | --- | --------- | --------- | --------- | --------- | ----- |
| Medalha de ouro | Noruega · Atlanta | Henrik Østervold Jan Østervold Ole Østervold Hans Næss Halvor Møgster Halvor Birkeland Rasmus Birkeland Kristian Østervold Lauritz Christiansen | 1         | 1         | 1         | 1         | 2     |

### Regra de 1919
| Pos.            | Embarcação         | Tripulação | 1ª regata | 1ª regata | 2ª regata | 2ª regata | Total |
| Pos.            | Embarcação         | Tripulação | Pos.      | Pontos    | Pos.      | Pontos    | Total |
| --------------- | ------------------ | --- | --------- | --------- | --------- | --------- | ----- |
| Medalha de ouro | Noruega · Heira II | Johan Friele Olaf Ørvig Arthur Allers Christen Wiese Martin Borthen Egill Reimers Kaspar Hassel Thor Ørvig Erik Ørvig | 1         | 1         | 1         | 1         | 2     |